# Macranhinga paranensis
Macranhinga paranensis es una especie de ave acuática suliforme aníngida extinta perteneciente al género Macranhinga, el cual está relacionado con el género Anhinga, cuyas especies vivientes son denominadas comúnmente aningas, biguá-víboras, aves serpiente, marbellas o patos aguja.

## Taxonomía
Esta especie fue descrita originalmente en el año 1992 por el paleontólogo Jorge Ignacio Noriega, en estratos del Mioceno superior sobre la base de tarsometatarsos aislados y completos; posteriormente se publicaron más restos disociados de su esqueleto apendicular, incluyendo huesos de las cinturas, piezas procedentes de sedimentos correspondientes al “Mesopotamiense” (o “Conglomerado Osífero”), base de la Formación Ituzaingó, en las barrancas de la ribera izquierda del río Paraná. A estas muestras se agregaron 4 vértebras cervicales recuperadas de la Formación Paraná (Mioceno medio-tardío) en el arroyo La Ensenada (del departamento Diamante), y del “Conglomerado Osífero” de la localidad fosilífera “Toma Vieja”, del  departamento Paraná, al norte de la ciudad homónima. Ambas formaciones se corresponden al Piso/Edad Tortoniano. Todas las localidades se sitúan en el oeste de la provincia de Entre Ríos, nordeste de la Argentina.
Relaciones filogenéticas
En el año 2015 se realizó una revisión sistemática de los integrantes de la familia Anhingidae descritos para el subcontinente sudamericano. En el análisis filogenético se tuvo en cuenta los estadios ontogenéticos presentes en las muestras para evitar una sobrestimación de la verdadera diversidad de especies, se analizó también las variaciones cuali- y cuantitativas en relación con las especies actuales para finalmente proceder a redefinir y delimitar el elenco taxonómico fósil.
También se realizaron estudios paleobiológicos, mediante tomografías axiales de determinados elementos óseos para determinar la robustez de su corteza. Cotejándolas respecto a las aningas vivientes, se estimó las masas corporales de cada especie extinta, se infirió su musculatura mediante la comparación entre correlatos óseos de los orígenes e inserciones y desarrollos musculares, estimándose así mismo morfotipos locomotores, se calculó la envergadura alar, el área del ala y la carga alar. La conclusión de la revisión sistemática determinó que Macranhinga paranensis es un taxón válido y que Macranhinga fraileyi Campbell, 1996 es un sinónimo más moderno.
Este último era un taxón descrito en el año 1996 por K. E. Campbell, sobre la base de muestras recuperadas de las formaciones Madre de Dios, Iñpari y Solimões (Mioceno Superior), que aflora en las márgenes del río Acre, en el límite entre el Perú (Madre de Dios) y Brasil (Acre).

## Características y hábitos
Poseía una masa corporal de alrededor de 5,8 kg, lo que le permitía bucear durante más tiempo y a mayores profundidades que las aningas actuales, capturando además peces más grandes, acordes a su tamaño mayor, pero menores a las otras especies de Macranhinga de considerable porte. Se estima que habría habitado en las cuencas de grandes ríos. Tendría un vuelo con predominio del batido sobre el planeo.
Las asociaciones de vertebrados halladas como acompañantes señalan que Macranhinga paranensis vivió bajo condiciones climáticas tropicales, en biotopos fluviales con presencia en sus márgenes de vegetación arbórea densa.